# 좌천역 (한국철도공사)

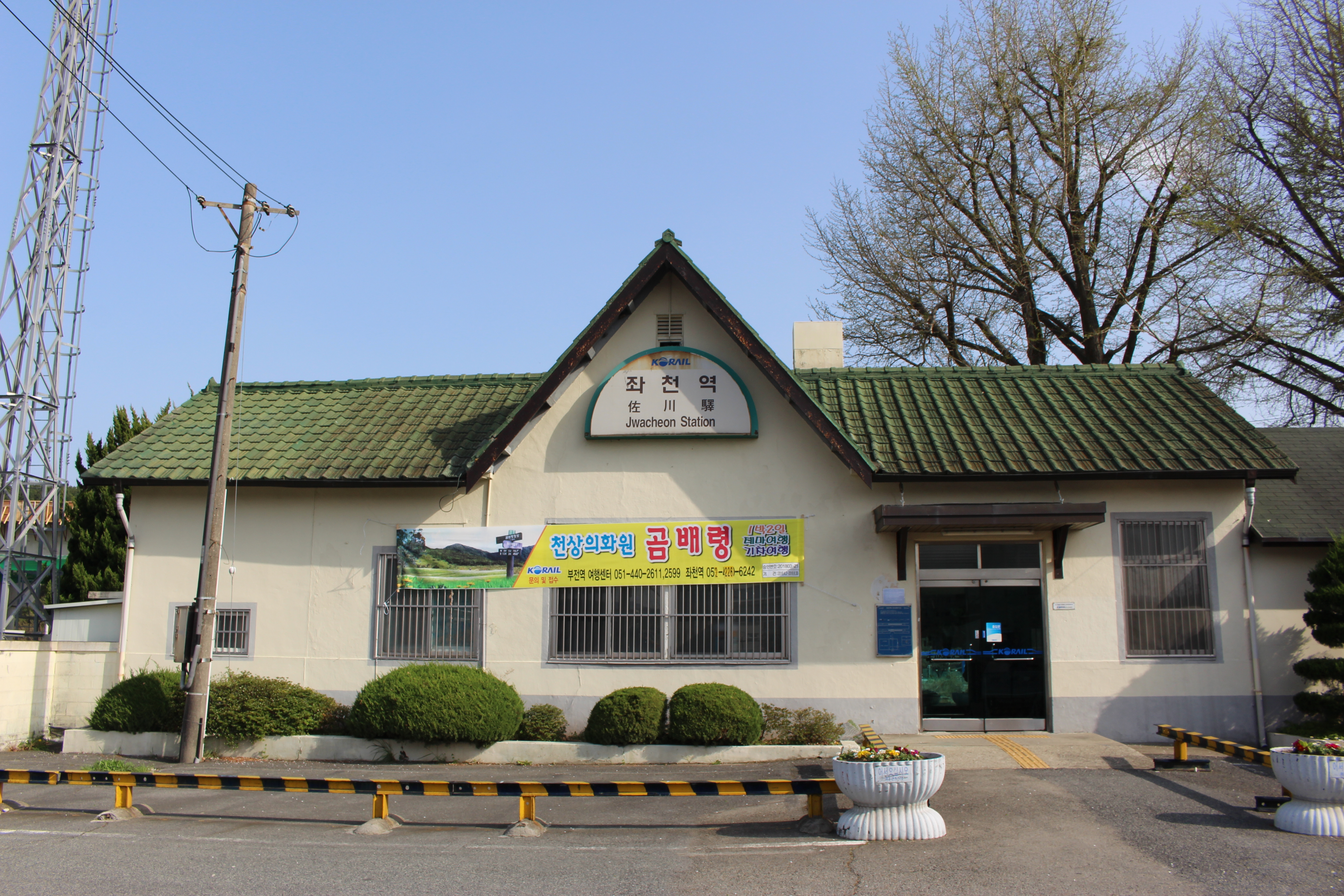
구 좌천역

좌천(원자력병원)역(Jwacheon(Nuclear Hospital)Station, 佐川驛)은 부산광역시 기장군 장안읍 좌천리에 위치한 동해선의 역이다. 1934년 12월 16일에 영업을 시작했다. 역 구내엔 철제 급수탑이 있었다. 2021년 12월 28일은 동해선 광역전철 일광 ~ 태화강 구간이 개통에 따라 전철역이 됐다.

## 연혁
- 1934년 12월 16일 : 운전간이역(6급)으로 영업개시
- 1993년 4월 10일 : 소화물 취급 중지[2]
- 2013년 11월 7일 : 부산진 기점 38.6km로 변경[3]
- 2015년 5월 29일 : 화물 취급 중지[4]
- 2016년 4월 29일 : 부산진 기점 37.9km로 변경[5]
- 2017년 12월 18일 : 화물 취급 중지[6]
- 2019년 7월 15일: 가설 승강장으로 열차 운행 변경[7]
- 2020년 8월 28일 : 신 역사 사용 개시[8]
- 2021년 8월 26일 : 철도거리표 개정으로 부산진 기점 37.7km 로 변경[9]
- 2021년 12월 28일: 무궁화호(일반열차) 취급 중지 및 동해선 광역전철 개통
- 2022년 4월 1일 : 부기역명 원자력의학원 부기
- 2024년 9월 1일 : 부기역명 원자력병원으로 변경

## 역 구조
일반적인 섬식 승강장 구조에 화물 하역선 1개와 측선 1개가 추가로 있었으나 복선전철화 공사로 승강장이 이설되어 상대식 승강장이 되었다. 그리고 고상홈에 스크린도어가 설치되어 있다.
2면 2선 상대식 승강장으로 건설되었으며 스크린도어가 설치되었다.
| ↑일광  |
| \| ２  |
| 월내 ↓ |

| 1 | ● 동해선 광역전철 | 기장 · 신해운대 · 교대 · 부전 방면 |
| 2 | ● 동해선 광역전철 | 남창 · 덕하 · 태화강 방면          |

## 역세권
| 나가는 곳 | 방면 |
| --------- | --- |
| 1         | 기장좌천우편취급국 장안읍행정복지센터 좌천회관 좌천초등학교 장안읍노인회관 장안제일고등학교 좌동마을회관 부산장안고등학교 동남권원자력의학원 |

## 승차량 변동
| 역 노선 | 역 노선 | 일평균 인원수 (명/일) | 일평균 인원수 (명/일) | 일평균 인원수 (명/일) | 주 석  |
| 역 노선 | 역 노선 | 2021년                | 2022년                | 2023년                | 주 석  |
| ------- | ------- | --------------------- | --------------------- | --------------------- | ------ |
| 동해선  | 승차    | 775                   | 973                   | 1,171                 | [ 10 ] |
| 동해선  | 하차    | 712                   | 907                   | 1,094                 | [ 10 ] |

## 명칭 문제
동해선 광역전철 좌천역은 부산광역시 동구 좌천동에 있는 부산 지하철 1호선 좌천역(佐川驛)과 한자·한글·로마자 표기와 발음이 모두 같다. 두 역 모두 부산 도시철도에 속하는 역이기 때문에 양 역을 이동할 때 교대역에서 환승하여야 한다.

## 구 역사

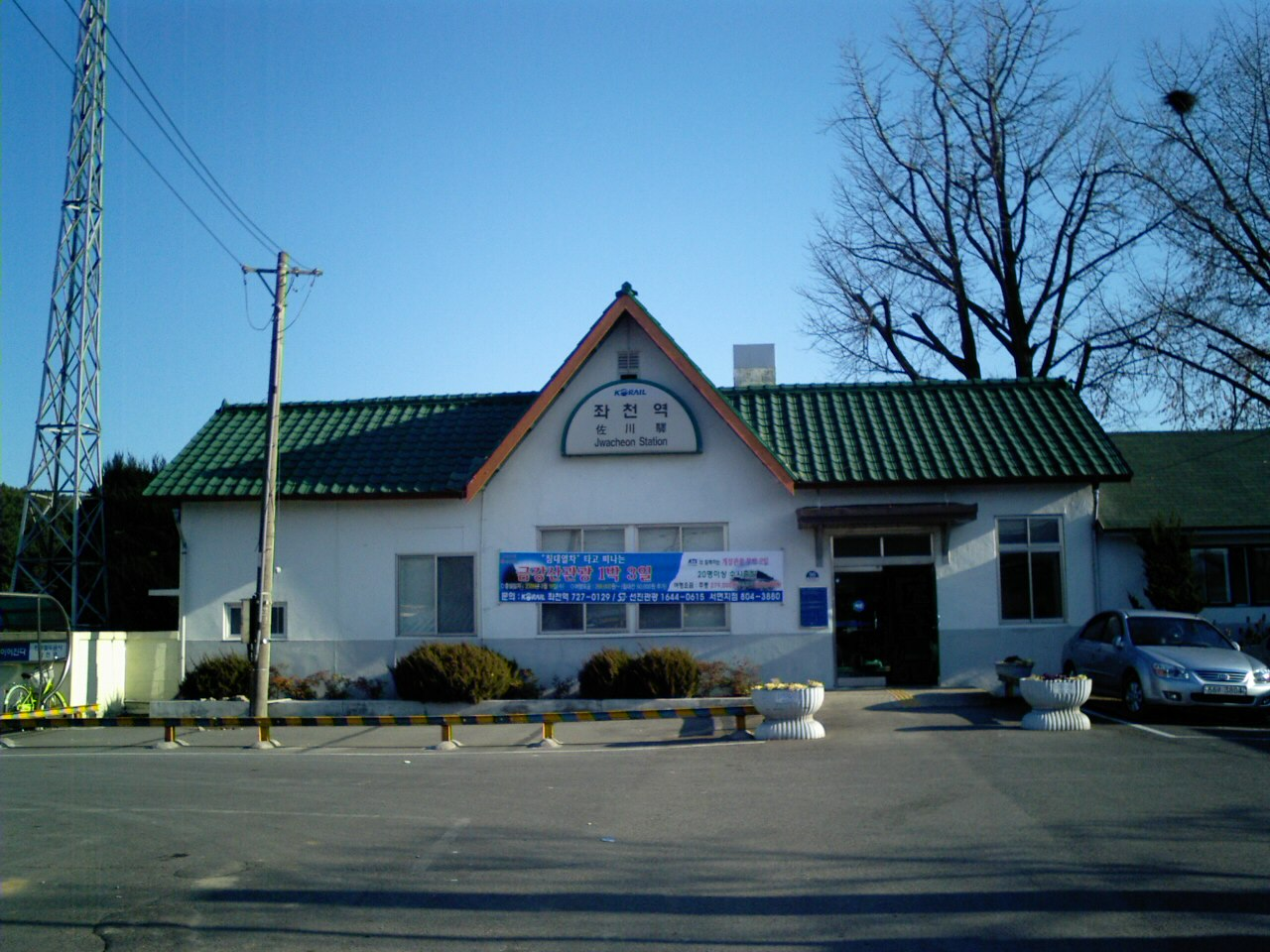
구 역사

## 인접한 역
| 동해선              | 동해선            | 동해선                |
| ------------------- | ----------------- | --------------------- |
| K124 일광 부전 방면 | ● 동해선 광역전철 | K126 월내 태화강 방면 |